# Challenge-dechallenge-rechallenge
Вызов — отмена — повторный вызов (провокация — отмена — повторная провокация, Challenge-dechallenge-rechallenge, CDR) — это протокол медицинского тестирования, в котором вещество вводят, отменяют, затем вводят повторно, при этом на каждом этапе отслеживаются нежелательные реакции. Протокол используется, когда статистическая проверка нецелесообразна из-за идиосинкразической реакции конкретного человека или отсутствия достаточного количества испытуемых, а единицей анализа является человек. Во время фазы отмены отводится время на вымывание вещества из организма, чтобы определить, какое влияние оно оказывает на человека.

## Использование в тестировании на наркотики
CDR является одним из способов установления достоверности и преимуществ лекарств при лечении конкретных состояний, а также любых нежелательных лекарственных реакций. Администрация по продуктам питания и лекарствам США перечисляет положительные реакции отмены (нежелательное явление, исчезающее при отмене лекарства), отрицательные реакции отмены (нежелатльное явление, которое продолжается после отмены), а также положительные реакции повторного введения (симптомы повторяются при повторном введении) и отрицательные реакции при повторном введении (отсутствие повторного появления симптома после повторного введения). Также это один из стандартных способов оценки нежелательных лекарственных реакций во Франции.

## Флуоксетин и самоубийства
Американский психиатр Питер Бреггин утверждал, что существует связь между приемом флуоксетина (торговое название «Прозак») и суицидальными мыслями. Когда его исследовательская группа изучала эффективность и нежелательные реакции лекарства, Бреггин заметил, что некоторые люди реагировали на лекарство навязчивыми мыслями о самоубийстве, и использовал протокол «провокация — отмена — повторная провокация», чтобы проверить связь. Учитывая низкую частоту суицидальных наклонностей, статистическая проверка была сочтена нецелесообразной. Другие исследователи аналогичным образом предположили, что CDR полезен для изучения нежелательных реакций суицидальных наклонностей при приеме флуоксетина. После этого компания Eli Lilly (производитель «Прозака») приняла в качестве приоритетного протокол CDR, а не рандомизированные контролируемые испытания при проверке на предмет повышенного риска самоубийства. Помимо суицидального поведения, акатизия является реакцией на лекарство, которое считается поддающимся протоколу CDR.
Сообщается также о клинических исследованиях с использованием протокола CDR для клиницистов, пытающихся оценить влияние лекарств на пациентов.